# سرگئی لی
سرگئی لی (روسی: Серге́й Влади́мирович Ли؛ زادهٔ ۵ اوت ۱۹۶۲) وزنه‌بردار اهل اتحاد جماهیر شوروی بود.
وی در مسابقات کشوری و بین‌المللی در مجموع برندهٔ ۳ مدال نقره، ۱ مدال برنز شده‌است.